# Marinko Rokvić
Marinko Rokvić (Bosanski Petrovac, 27. siječnja 1954. – Beograd, 6. studenoga 2021.) bio je bosanskohercegovački i srpski pjevač narodne glazbe. U pjevačkoj karijeri snimio je 21 album. 
Njegov sinovi Nikola Rokvić i Marko Rokvić također su pjevači turbofolka.
Najpoznatije pjesme su mu: "Skitnica (Ovo je moja kuća)", "Jedina moja", "Ti za ljubav nisi rođena" i dr.

## Životopis
Odrastao je u srpskoj poljoprivrednoj obitelji u selu Kolunić. Svirajući harmoniku, njegov afinitet prema glazbi pokazao se od malih nogu. Rokvić se na kraju preselio u Beograd kako bi pohađao srednju elektrotehničku školu "Nikola Tesla".
Počeo je nastupati u kavanama nakon završene srednje škole, a debitantsku ploču objavio je 1974. No, Rokvić je postao poznat tri godine kasnije prvim nastupom na Ilidžanskom festivalu narodne glazbe. Njegov debitantski album pod nazivom Ruža objavljen je 1981. pod PGP-RTB. S godinama je postao jedan od najpopularnijih srpskih folk pjevača. Njegovo izdanje iz 1983., Da volim drugu ne mogu, prodano je u oko 600.000 primjeraka. Sljedeće godine je također nastupio u popularnoj televizijskoj seriji Kamiondžije ponovo voze. Marinko Rokvić objavio je ukupno dvadeset i jedan studijski album i imao brojne hit-pjesme, uključujući Skitnicu, Svađalice moja mala, Potražiću oči zelenije, Zanela me svetla velikog grada, Polomio vetar grane, Da volim drugu ne mogu, Jedina moja, Ti za ljubav nisi rođena, Ljubav staro srce para i Tri u jednoj. Dobitnik je nagrade "Zlatni melos" 1993., a 2019. godine dobio je i Nagradu za životno djelo Saveza muzičkih umjetnika Srbije.
Suprugu Slavicu upoznao je u njezinom rodnom Zagrebu 1984. godine, a vjenčali su se u siječnju sljedeće godine. Par je imao dva sina, Nikolu Rokvića i Marka Rokvića, koji su također poznati pjevači. Rokvić je iz druge veze dobio i trećeg sina po imenu Dario.
Preminuo je od raka gušterače 6. studenog 2021. u dobi od 68 godina.

## Diskografija
- Ruža (1981)
- Jedna je želja moja (1982.)
- Potraži sunce (1983.)
- Kako da dođem na svadbu tvoju (1984.)
- Budi dobra do povratka moja (1985.)
- Čuvaj me od zaborava (1986.)
- I pijan i trezan (1986.)
- Bila si mi sve (1987.)
- Prevari me život (1988.)
- Sevdalinke (1988.)
- Da me nije srela (1989.)
- Posle tebe (1992.)
- Jelena (1992.)
- Nismo mi anđeli (1993.)
- Zbogom ženo nevernice (1995.)
- Što nisi tuđa (1996.)
- Sunce i zora (1998.)
- Ti za ljubav nisi rođena (2000.)
- Pravo na ljubav (2001.)
- Skitnica (2003.)
- Gatara (2008.)